# Limenitis heraclea
Limenitis heraclea är en fjärilsart som beskrevs av Felder 1867. Limenitis heraclea ingår i släktet Limenitis och familjen praktfjärilar. Inga underarter finns listade i Catalogue of Life.